# Едмунд Бішоп
Едмунд Бішоп (англ. Edmund Bishop; 17 травня 1846, Тотнес — 17 лютого 1917, Барнстапл) — англійський католицький історик. Співпрацював з францисканським кардиналом Гаскей Френсісом Ейденом в написанні книжок на тему римо-католицької літургії до 1901 року.

## Життєпис
Початкову шкільну освіту здобув в Ешбертоні (графство Девон), а потім в Ексетер школі. Далі вчився у католицькій школі в Бельгії. По поверненню мав кар'єру в м. Лондоні як секретар вченого Томаса Карлайла.
У 1864—1885 рр. працював у Департаменті освіти, Управління Таємної ради.
У 1867 р. він був прийнятий в лоно католицької церкви з англіканства.
Мав поклик до чернечого життя, і у квітні 1886 р. був прийнятий в Даунсайдському абатстві, де він залишався як послушник бенедиктинців до 1889 р..
Помер в 1917 році маючи привілей поховання на монастирському кладовищі в Даунсайдському абатстві.

## Праці
- Bishop, Edmund (1876). St. Boniface and his correspondence: reprinted from the Transactions of the Devonshire Association for the Advancement of Science, Literature, and Art. с. 20 p. {{cite book}}: Cite має пусті невідомі параметри: |origmonth= та |origdate= (довідка)
- Bishop, Edmund; Fernand de Mély (1892-95). Bibliographie générale des inventaires imprimés. Paris: E. Leroux. с. 3 v. 25 cm. {{cite book}}: Cite має пусті невідомі параметри: |origmonth= та |origdate= (довідка)
- Bishop, Edmund; Francis Aidan Gasquet (1908). The Bosworth psalter: an account of a manuscript formerly belonging to O. Turville-Petre, Esq. of Bosworth Hall, now Addit. ms. 37517 at the British Museum. London: Bell. с. 189 p. {{cite book}}: Cite має пусті невідомі параметри: |origmonth= та |origdate= (довідка)

- Bishop, Edmund (1918). Liturgica historica: papers on the liturgy and religious life of the Western church. London: Clarendon Press. xiv, 506 p. {{cite book}}: Cite має пусті невідомі параметри: |origmonth= та |origdate= (довідка)
- Bishop, Edmund; Francis Aidan Gasquet (1928) [1891]. Edward VI and the "Book of Common Prayer" (вид. 3rd ed.). London: Sheed and Ward. с. xx, 276 p. {{cite book}}: Cite має пусті невідомі параметри: |origmonth= та |origdate= (довідка)